# Krrish
Krrish är en indisk science fiction-film från 2006, med bland andra Hritrik Roshan, Priyanka Chopra och Rekha i rollerna.
Krrish är en uppföljare till Koi... Mil Gaya och handlar om det treåriga föräldralösa barnet Krrishna, som har övernaturliga kafter. När hans farmor upptäcker hans förmågor tar hon honom till en gömd plats och påbörjar ett nytt liv.
När Krrish blir äldre beslutar han sig för att ta reda på vad som hände hans föräldrar. Vad han inte vet är att fadern fortfarande är i livet - och har superkrafter även han - men hålls fängslad av en man som vill utnyttja faderns krafter för egen vinning.
1. ↑  läs online, Internet Movie Database , läst: 20 maj 2016.[källa från Wikidata]
2. ↑  läs online, www.allocine.fr , läst: 20 maj 2016.[källa från Wikidata]
3. ↑  läs online, www.filmibeat.com .[källa från Wikidata]
4. 1 2 3  läs online, Internet Movie Database , läst: 20 maj 2016.[källa från Wikidata]
5. ↑  läs online, stopklatka.pl , läst: 20 maj 2016.[källa från Wikidata]
6. ↑  läs online, www.ofdb.de , läst: 20 maj 2016.[källa från Wikidata]
7. ↑  läs online, www.filmibeat.com .[källa från Wikidata]
8. ↑  läs online, www.filmibeat.com  .[källa från Wikidata]
9. ↑  läs online, The New York Times .[källa från Wikidata]
10. ↑  läs online, Internet Movie Database .[källa från Wikidata]